# Melodifestivalen 2023
Melodifestivalen 2023 — 63-й випуск шведського музичного конкурсу Melodifestivalen, організований Sveriges Television (SVT), що проходив протягом шести тижнів з 4 лютого по 11 березня 2023 року. Переможницею Melodifestivalen 2023 стала Лорін з піснею «Tattoo», яка представляла Швецію на пісенному конкурсі Євробачення 2023, де перемогла з 583 балами. Ведучими шоу стали Фара Абаді та Єспер Рьонндаль.

## Формат
Після скасування традиційного туру шістьма містами країни для попереднього року через поширення штапму COVID-19 Omicron, SVT згодом оголосили, що шість міст приймуть Melodifestivalen у 2023 році з новими датами.
Загалом у конкурсі взяли участь 28 композицій, 12 з яких пройшли до фіналу.
24 вересня 2022 року Фара Абаді та Єспер Рьонндаль були представлені як ведучі Melodifestivalen 2023.

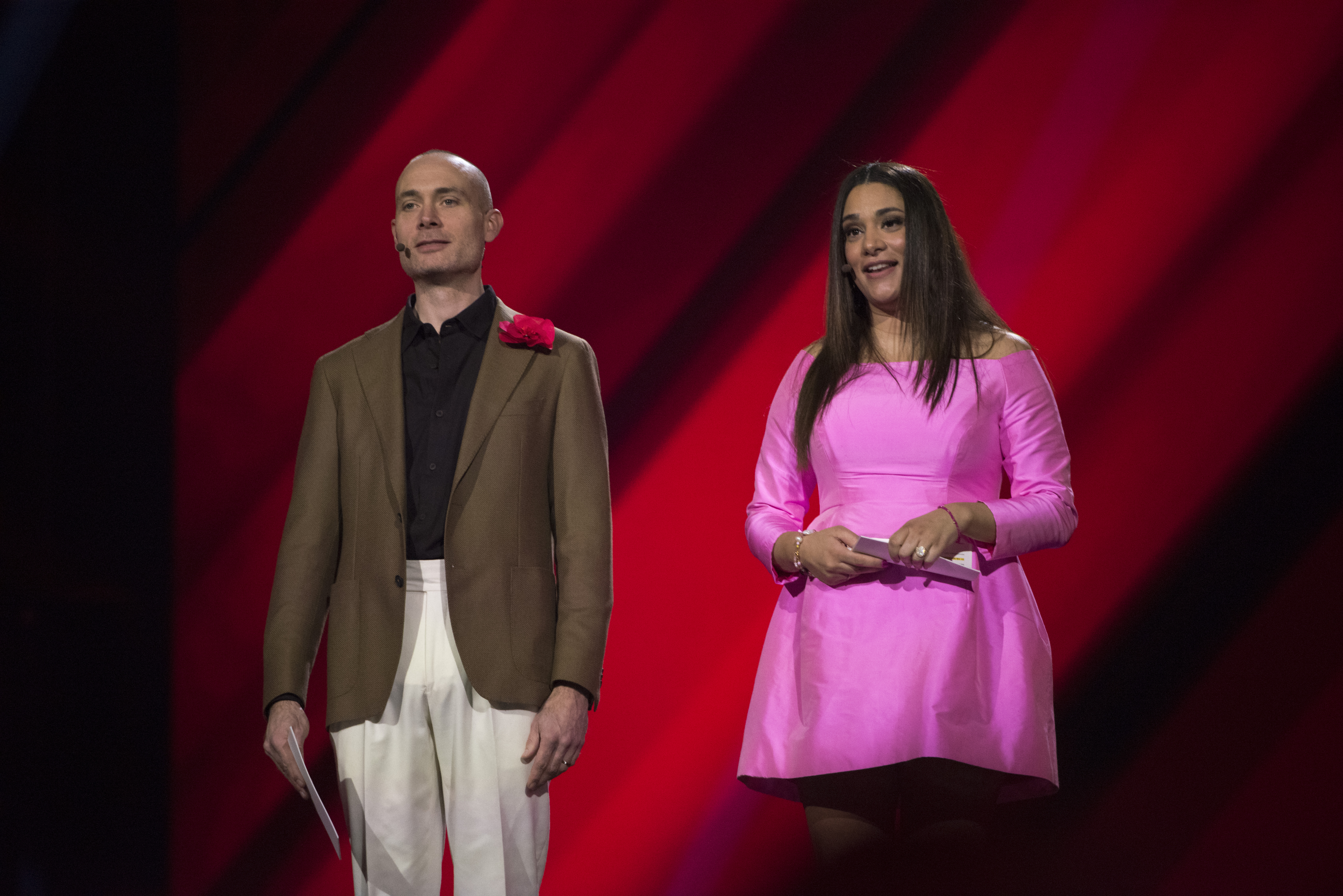
Ведучі Melodifestivalen 2023

Кошти від голосування були, як і в останніх трьох шоу Melodifestivalen 2022, пожертвувані на допомогу зусиллям від російського вторгнення в Україну. Починаючи з другого чвертьфіналу, виручені кошти також жертвували на допомогу постраждалим після землетрусу в Туреччині та Сирії 2023 року.

### Місця проведення
- Чвертьфінал 1 — Гетеборг, Скандинавіум (4 лютого 2023)[6],
- Чвертьфінал 2 — Лінчепінг, Сааб Арена (11 лютого 2023)[7],
- Чвертьфінал 3 — Лідчепінг, Sparbanken Lidköping Arena (18 лютого 2023)[8],
- Чвертьфінал 4 — Мальме, Мальме-Арена (25 лютого 2023)[9],
- Півфінал — Ерншельдсвік, Hägglunds Arena (4 березня 2023)[10],
- Фінал — Стокгольм, Френдз-Арена (11 березня 2023)[2].

## Учасники
Учасниками Melodifestivalen 2023 стали 28 виконавців.
| Артист                   | Пісня                               | Місце                       | Фото |
| ------------------------ | ----------------------------------- | --------------------------- | ---- |
| Аксель Шильстрьом        | «Gorgeous»                          | 5-те4 чвертьфінал           |      |
| Casanovas                | «Så kommer känslorna tillbaka»      | 7-ме (останнє)3 чвертьфінал |      |
| Еден                     | «Comfortable»                       | 7-ме (останнє)2 чвертьфінал |      |
| Елов & Бені              | «Raggen går»                        | ПівфіналВибули              |      |
| Еміль Генрон             | «Mera mera mera»                    | 7-ме (останнє)4 чвертьфінал |      |
| Єва Рюдберг & Єва Росс   | «Länge leve livet»                  | 7-ме (останнє)1 чвертьфінал |      |
| Іда-Лова                 | «Låt hela stan se på»               | 5-те3 чвертьфінал           |      |
| Ф'єллгрен, North та Вудс | «Where You Are (Sávežan)»           | 4-теФінал                   |      |
| Кіана                    | «Where Did You Go»                  | 6-теФінал                   |      |
| Лорел                    | «Sober»                             | 6-те3 чвертьфінал           |      |
| Лорін                    | «Tattoo»                            | Перемога                    |      |
| Лулу Ламотт              | «Inga sorger»                       | 6-те1 чвертьфінал           |      |
| Marcus & Martinus        | «Air»                               | 2-геФінал                   |      |
| Марія Сур                | «Never Give Up»                     | 9-теФінал                   |      |
| Маріетт                  | «One Day»                           | 8-меФінал                   |      |
| Мелані Вегбе             | «For the Show»                      | ПівфіналВибула              |      |
| Nordman                  | «Släpp alla sorger»                 | 11-теФінал                  |      |
| Panetoz                  | «On My Way»                         | 10-теФінал                  |      |
| Пол Рей                  | «Royals»                            | 7-меФінал                   |      |
| Rejhan                   | «Haunted»                           | 5-те1 чвертьфінал           |      |
| Сіґне & Гьордіс          | «Edelweiss»                         | 6-те4 чвертьфінал           |      |
| Smash Into Pieces        | «Six Feet Under»                    | 3-тєФінал                   |      |
| Tennessee Tears          | «Now I Know»                        | ПівфіналВибули              |      |
| Theoz                    | «Mer av dig»                        | 5-теФінал                   |      |
| Тон Секеліус             | «Rhythm of My Show»                 | 12-теФінал                  |      |
| Ує Бранделіус            | «Grytan»                            | 6-те2 чвертьфінал           |      |
| Віктор Крон              | «Diamonds»                          | ПівфіналВибув               |      |
| Вікторія                 | «All My Life (Where Have You Been)» | 5-те2 чвертьфінал           |      |